# Brigade d'artillerie (France)
Pour les articles homonymes, voir Brigade d'artillerie (homonymie).
La brigade d'artillerie (BART) était une grande unité militaire de l’Armée de terre française créée le 1er juillet 1994 et dissoute le 1er juillet 2010.

## Histoire
La 3e brigade d’artillerie du 3e corps d'armée est créée le 1er juillet 1994 à partir du commandement de l’artillerie du 3e corps. Composée du 12e régiment d’artillerie de Haguenau, du 57e régiment d’artillerie de Bitche, du 58e régiment d’artillerie de Douai, du 401e régiment d’artillerie de Draguignan et du 402e régiment d’artillerie de Châlons-en-Champagne, elle était l'une des brigades spécialisées du 3e corps aux côtés de la brigade de transmissions et de la brigade du génie. Son état-major était installé à Lille avec celui du 3e corps d'armée.
Le 1er juillet 1997, son état-major est transféré à Haguenau et le 401e régiment d’artillerie est dissous.
Dans le cadre de la professionnalisation de l’Armée de terre, la 3e brigade d’artillerie devient la brigade d’artillerie le 1er juillet 1998 et rejoint le commandement de la force d’action terrestre. Elle intègre le 1er régiment d’artillerie de Bourogne, le 54e régiment d’artillerie de Hyères et le 403e régiment d’artillerie de Chaumont consécutivement à la dissolution de la 19e brigade d’artillerie et de la Force d'action rapide le 30 juin 1998.
Le 403e régiment d’artillerie est dissous en 1999 tandis que le 58e régiment d’artillerie est dissous en 2003.
Le 12e régiment d’artillerie et le 57e régiment d’artillerie sont dissous en 2009.
La brigade d’artillerie est dissoute le 1er juillet 2010.
Sa composition était la suivante :
- 1er régiment d'artillerie de Bourogne - transfert à la 7e brigade blindé ;
- 54e régiment d'artillerie de Hyères - transfert à la 7e brigade blindé ;
- 402e régiment d'artillerie de Châlons-en-Champagne - transfert à la 1re brigade mécanisée en attendant sa dissolution en 2012.

### Insignes
L’insigne de la 3e brigade d’artillerie a été créé par le Général Vergniol. De forme ovale, il est de couleur bleu ciel et comporte les attributs de l’artillerie, deux trajectoires, deux étoiles et le lion du 3e corps.
En 1998, la brigade d’artillerie reprend l’insigne de l’artillerie du Corps expéditionnaire français en Italie qui participa à la campagne d’Italie entre 1943 et 1944.

### Commandants de la Brigade d'artillerie
- 1994 GBR Daniel Vergniol (du 1er juillet au 30 août)
- 1994-1996 GBR Millot
- 1996-1998 GBR Jacques Grenier
- 1998-2000 GBR Roger Duburg
- 2000-2002 GBR Philippe Sommaire
- 2002-2004 GBR Michel de Guillebon de Resnes
- 2004-2006 GBR Thierry Ollivier
- 2006-2008 GBR Philippe Got
- 2008-2010 GBR Claude Mathey

## Sources
- Le commandement de la 3e brigade d’artillerie, base documentaire artillerie (consulté le 11 août 2023).
- Le commandement de la brigade d’artillerie, base documentaire artillerie (consulté le 11 août 2023).